# Alfa Indi
Alfa Indi (α Ind, α Indi) je nejjasnější hvězda v souhvězdí Indiána o zdánlivé jasnosti  3,11m. Tento obr spektrální třídy K0 má hmotnost 2 M☉ a poloměr 12 R☉. Nedaleko od ní jsou dvě hvězdy spektrální třídy M vzdálené asi 2 000 astronomických jednotek, které s hlavní hvězdou pravděpodobně tvoří vícenásobný systém.